# Термодинамика
Термодинамиката (от гръцки: θέρμη, топлина и δύναμις, сила; буквално може да се преведе като топлосила) е клон на природните науки (основно физиката и химията), занимаващ се с топлинните процеси, протичащи в телата следствие промяната на температура, обем и налягане и връзката с други форми на енергия и работа. Описва средностатистическите свойства на материалните тела, наречени термодинамични системи и излъчването, и обяснява как те са свързани и с какви закони се променят с времето. Термодинамиката не описва микроскопичните съставни части на материята и нейните закони могат да бъдат получени от статистическата механика.
Термодинамиката може да бъде приложена към широка гама от теми в науката и техниката, като двигатели, фазови преходи, химични реакции, транспортни явления и дори черни дупки. Резултатите на термодинамиката са от съществено значение за други области на физиката, а също и химията, инженерната химия, космическото инженерство, машиностроенето, клетъчната биология, биомедицинското инженерство, материалознанието и дори икономиката.
Голяма част от емпиричното съдържание на термодинамиката се съдържа в нейните четири закона – постулати, които постановяват, че енергия може да се обменя между системите във формата на работа или топлина. Те също така постулират съществуването на физична величина, наречена ентропия, която е напълно определена за всяка изолирана система в термодинамично равновесие. Общо казано, термодинамиката описва как отделни системи реагират на промени в околната среда. Първоначално термодинамиката е разработена поради желанието да се повиши ефективността на първите парни двигатели, особено след работата на френския физик Никола Леонар Сади Карно, който вярва, че ефективността на топлинните двигатели е ключът, който може да помогне на Франция да спечели Наполеоновите войни. Шотландският физик лорд Келвин е първият, който формулира кратко определение на термодинамиката през 1854 г.
Термодинамиката се дели на класическа, статистическа и химическа. Статистическата термодинамика е създадена за механична основа на термодинамиката и е един от първите раздели на статистическата физика.

## История
Историята на термодинамиката като наука започва с Ото фон Гьорике, който през 1650 г. разработва и построява първата вакумна помпа. Той също така демонстрира вакум с помощта на магдебургските полукълба. Малко по-късно английският химик Робърт Бойл заедно с Робърт Хук построяват въздушната помпа през 1656 г. С помощта на тази помпа те установяват връзката между температура, обем и налягане, след което е формулиран законът на Бойл.
През 1679 г. френският физик Дени Папен конструира първия модел на бутален парен двигател. През 1704 г. той създава и прототип на кораб, задвижван от парния двигател, който е директно свързан към задвижващите гребла. През 1697 г. на базата на разработките на Папен е създаден и първият работещ парен двигател от Томас Севери, последван от Томас Нюкомен през 1712 г.
Фундаменталните понятия като специфичен топлинен капацитет и латентна топлина са разработени от Джоузеф Блек и Джеймс Уат в университета в Глазгоу, които работят заедно, но заслугата за същественото подобряване на ефективността на парния двигател се пада на Уат. Той кондензира парата в отделен студен цилиндър, докато основният цилиндър остава постоянно топъл. Освен това той използва горещата пара за връщане на буталото, като по този начин още повече намалява загубата на топлина. Уат забелязва също, че може да се реализира значителна икономия, ако се прекрати притокът на пара преди пълното преместване на буталото и се използва нейното разширение.
Крайъгълен камък в развитието на термодинамиката са разработките на френския учен Сади Карно, считан за основоположник на съвременната термодинамика и наричан от мнозина „баща на термодинамиката“. Той публикува своя исторически труд „Размишления за двигателната сила на огъня и за подходящите машини за извличане на тази сила“ (1824 г.), в който описва топлинен двигател базиран на цикъла на Карно. Трудът представлява дискурс по топлина, мощност, енергия и коефициент на полезно действие. С него се поставят основите на термодинамиката като съвременна модерна наука.
Първият учебник по термодинамика е написан през 1859 г. от Уилям Ранкин, с образование на физик и инженер, който работи като професор в университета в Глазгоу. Първият и вторият закон на термодинамиката се появяват едновременно през 1850-те основно като резултат от работите на Уилям Ранкин, Рудолф Клаузиус и Уилям Томсън (известен предимно като лорд Келвин). Пиер Перо твърди, че терминът „термодинамика“ е въведен от Джеймс Джаул през 1858 г., но самият Джаул никога не го използва. През същата година обаче терминът е използван от лорд Келвин.
Основите на статистическата термодинамика са разработени от физици като Джеймс Кларк Максуел, Лудвиг Болцман, Макс Планк, Рудолф Клаузиус и Уилард Гибс.
През периода 1873 – 76 г. американският физик Гибс публикува последователно 3 статии, най-известната от които е „За равновесието на хетерогенни вещества“ в които показва как могат да бъдат анализирани графично някои термодинамични процеси, изучавайки връзката между енергия, ентропия, налягане, обем и температура. през 19 век за пръв път се появява и терминът химическа термодинамика. През 20 век математическите методи на Гибс са използвани за анализ и на химични процеси.

## Дялове на термодинамиката

### Класическа термодинамика
Класическата термодинамика е дял на термодинамиката, който описва състоянието на термодинамични системи в термодинамично равновесие и изучава съотношението и превръщането на топлината в други форми на енергия. Моделира обмяната на енергията, извършената работа и постулира основните закони на термодинамиката. Основите на класическата термодинамика са разработени през 19 век като тя възниква предимно като емпирична наука. В отделни дисциплини са отделени химическата термодинамика, която изучава физико-химическите превръщания, свързани с отдаване или поглъщане на топлина, и топлотехниката.
Класическата термодинамика дава уравнението на състоянието и свойствата на прости термодинамични системи като идеален газ, реален газ, диелектрици, магнетици и други. Изучава също така термодинамичните цикли и фазовите преходи. Класическата термодинамика не допуска промени във времето.

### Статистическа термодинамика
Статистическата термодинамика, наричана и статистическа механика представлява клон на физиката, занимаващ се с приложението на математическата теория на вероятностите към класическата и квантовата механика. Рождената дата на статистическата термодинамика е 1901 г. с работата на Планк по разпределение на енергията на топлинното движение. Друга основна отправна точка са работите на Гибс, които съдържат основните идеи на статистическата физика, а именно метода на ансамблите. Статистическата термодинамика дава молекулярна и атомна интерпретация на законите и процесите.
Тя описва взаимодействията между голям брой частици (най-често от порядъка на числото на Авогадро) и свързва свойствата на елементарните частици с тези на макроскопичните обекти и свойства на материалите. Главното предимство на статистическата термодинамика пред класическата термодинамика е способността ѝ да обясни свойствата на веществата на базата на теорията за взаимодействията между съставляващите ги частици.
Централно място заема идеята за ентропията, но в статистическата механика тя е функция на броя на възможните микросъстояния, докато в термодинамиката е емпирично изведена величина.

### Химическа термодинамика
Химическата термодинамика е дял на термодинамиката, който изследва взаимовръзките на топлина и работа с различни химични реакции или физически промени в състоянието в пределите на законите на термодинамиката. Тя включва не само лабораторни измервания на различни термодинамични свойства, но и прилагането на математическите методи за изследване на химически въпроси и спонтанността на процесите.
Основен проблем на химическата термодинамика е установяването на критерии за спонтанно възникване на дадена трансформация (химична реакция, фазов преход, образуване на разтвор). Математическата рамка на химическата термодинамика се състои от четири уравнения, наречени фундаментални уравнения на Гибс, от които могат да се изведат и други.

## Закони (принципи) на термодинамиката

### Нулев принцип на термодинамиката
Нулевият принцип на термодинамиката гласи: Ако две термодинамични системи са поотделно в топлинно равновесие с трета система, то те са в топлинно равновесие и помежду си.
За две термодинамични системи се казва, че се намират в топлинно равновесие, ако при осъществяване на контакт не обменят топлина. Нулевият принцип на термодинамиката постулира, че топлинното равновесие е транзитивно отношение, а това дава възможност за определяне на емпиричен физичен параметър, наречен температура. Всички термодинамични системи в топлинно равновесие имат еднаква температура. Третата система, за която се говори в закона, играе ролята на термометър.
Аналогично, ако при контакт системата A отдава топлина на системата B, а B отдава топлина на C, то при контакт между A и C системата A ще отдава топлина на C. Този постулат означава, че между термодинамичните системи съществува релация на наредба, която позволява да се използват реални числа за измерване на температурата.

### Първи принцип на термодинамиката
Първият принцип на термодинамиката в същността си е една нова, по-разширена формулировка на закона за запазване на енергията: промяната във вътрешната енергия U на една термодинамична система при произволен термодинамичен процес е равна на сбора от количеството топлина Q, получено от системата, и работата W, извършена върху системата. Формален запис:
{\displaystyle dU=\delta Q+\delta W}.
Този вид на първия принцип се отнася само за системи с постоянен брой градивни частици. Ако броят на частиците е променлив, в дясната страна на уравнението се добавя събираемо, отчитащо тази промяна.
Първият закон отхвърля възможността за съществуване на вечен двигател от първи род.

### Втори принцип на термодинамиката
Вторият принцип на термодинамиката въвежда понятието ентропия и поради това често се нарича закон за ентропията. Ентропията на една изолирана термодинамична система може само да се увеличава с течение на времето или да остава същата. Законът е обобщение на следните наблюдения:
- Топлината не може самопроизволно да тече в посока от студеното към топлото тяло.
- Съществуването на вечен двигател от втори род е невъзможно.
- Коефициентът на полезно действие е винаги по-малък от единица.

#### Различни формулировки на закона
- Формулировка на Клаузиус: Всички топлинни процеси могат да се разделят на два класа — положителни и отрицателни. Положителните процеси протичат самопроизволно, а отрицателните само чрез създаване на изкуствени условия (с използване на допълнителни съоръжения).
- Формулировка на Карно: Топлината може да се превръща в работа само когато е налице температурна разлика. От цялото количество топлина се оползотворява само част, зависеща от температурната разлика.
- Формулировка на Томсън: Не съществува машина, която отнема топлина от един топлинен източник и я превръща в работа, без да настъпят други изменения в участващите тела.
- Формулировка на Планк: Не е възможно построяването на периодично действаща машина, която да не извършва нищо друго, освен да повдига един товар и да охлажда един топлинен източник.
- Формулировка на Оствалд: Не е възможно построяването на вечен двигател от втори род. (Това е машина, която противоречи на втория принцип на термодинамиката, докато вечен двигател от първи род е машина, която противоречи на закона за запазване на енергията.)
- Формулировка на Болцман: Природата преминава от състояния с по-малка вероятност към състояния с по-голяма вероятност.

### Трети принцип на термодинамиката
Третият принцип на термодинамиката се формулира по следния начин:
Ентропията на идеален кристал е нула при абсолютната нула на температурата.
При нула келвина системата е в състояние с най-малко енергия. В тази формулировка на третия принцип се предполага, че идеалният кристал има само едно минимално енергийно равнище. Ентропията е свързана с броя на възможните микросъстояния и е нула само ако има единствено микросъстояние при нула келвина.
По-обща форма на закона съществува при системи, притежаващи повече от едно минимално енергийно равнище:
Ентропията на системата клони към постоянна величина, когато температурата клони към абсолютната нула.
Постоянната величина се нарича остатъчна ентропия на системата. Тя може да не е нула.
Следствие от този закон е невъзможността за достигане на абсолютната нула.
Заслугата за откриването на третия принцип принадлежи на немския учен Валтер Нернст, затова този принцип понякога се нарича закон на Нернст.
Математическа формулировка на третия принцип на термодинамиката:
{\displaystyle \lim \limits _{T\to \,0\,K}\left[S(T,x_{2})-S(T,x_{1})\right]=0}.
Също:
{\displaystyle \lim \limits _{T\to \,0\,K}\left({\frac {\partial S}{\partial x}}\right)_{T}=0,}
където {\displaystyle x} е някакъв термодинамичен параметър.
Третият принцип на термодинамиката се отнася само за равновесни състояния.
Въз основа на втория принцип ентропията може да се определи само с точност до произволна адитивна константа, т.е. може да се измери не ентропията, а нейното изменение:
{\displaystyle dS={\frac {\delta Q}{T}}}.
Третият принцип на термодинамиката позволява определянето на неизвестната константа, а с това и точното определяне на ентропията.

## Основни понятия

### Термодинамични системи
| Вид термодинамична система | Вид пренос | Вид пренос | Вид пренос |
| -------------------------- | ---------- | ---------- | ---------- |
|                            | Материя    | Работа     | Топлина    |
| Отворена                   | ±          | ±          | ±          |
| Затворена                  | 0          | ±          | ±          |
| Адиабатна                  | 0          | ±          | 0          |
| Изотермична                | 0          | 0          | ±          |
| Изолирана                  | 0          | 0          | 0          |

Много важно понятие в термодинамиката е термодинамичната система, отнасящо се до частта от пространството, което бива изучавано, или по-точно определен регион на Вселената в процес на изучаване. Всичко във вселената, с изключение на системата е известно като околна среда. Системата е отделена от останалата част на Вселената с граници, които могат да бъдат реални или не, но задължително определят краен обем. Обменът на работа, топлина или материя между системата и околната среда се извършва през тези граници.
Границата е просто повърхност около обема, който е предмет на интерес. Всичко, което минава през границата и оказва промяна на вътрешната енергия, трябва да се отчита в уравнението за енергийния баланс. Обемът може да бъде района около един атом, както го описва Макс Планк през 1900 г., може да бъде пара или въздух в парен двигател, както го описва Сади Карно през 1824 г., може да бъде тропически циклон, както Кери Емануел теоретизира през 1986 г. в областта на атмосферната термодинамиката, а също може да бъде само един нуклид (т.е. система от кварки), каквато хипотеза изказва квантовата термодинамиката.
Границите са четири вида: фиксирани, подвижни, реални и въображаеми. Например, в един двигател, фиксирана граница означава, че буталото е фиксирано в дадена позиция, след което протича процес при постоянен обем, като не се разрешава извършването на никаква работа. В същия двигател, подвижната граница позволява на буталото да се движи навътре и навън и да извършва работа. За затворени системи, границите са реални, а за отворени системи границите на системата често са въображаеми.
Термодинамиката понякога разграничава пет класа системи, определени по отношение на това, какво е позволено да преминава техните граници. Те са описани в таблицата, където ± обозначава разрешен тип пренос в двете посоки и 0 означава неразрешен тип трансфер.

### Термодинамични процеси и състояния

#### Термодинамични състояния
Има други две основни понятия в термодинамиката, това са състоянията на системата и процесите в системата. Това позволява три основни подхода към термодинамичните разсъждения: по отношение на състояние на термодинамично равновесие на системата, по отношение на постоянни във времето процеси на системата, и по отношение на циклични или кръгови процеси на система.
Подходът за състояния на термодинамично равновесие на системата изисква пълен отчет за състоянието на системата, както и пълна идея за процеса от едно състояние в друго, но може да изисква само идеализирана или частична представа за състоянието на околната среда на системата или на други системи. Методът на описанието по отношение на състояния на термодинамично равновесие има ограничения. Например, процесите в района на турбулентен поток, или в горяща газова смес, или в газ на Кнудсен могат да бъдат считани извън рамките на възможностите на термодинамиката. Този проблем понякога може да бъде заобиколен чрез метода на описание на кръгови или инвариантни във времето процеси. Това е част от причината, поради която основателите на термодинамиката често предпочитат описание на цикличен процес.
Подход чрез постоянни във времето процеси се използва за някои изследвания, като например разширението на Джаул-Томсън и термоелектрични ефекти. Някои от тези процеси по същество са необратими, и някои от тях не могат да бъдат обяснени от гледна точка на равновесни състояния.
Идеята за цикличен процес не изисква пълен отчет за състоянието на системата, но изисква пълен отчет за това как процесът води до прехвърляне на материя и енергия между основната система (която често се нарича работно тяло) и околната среда, която трябва да включва най-малко два топлинни резервоара при различни известни и фиксирани температури, един по-топъл от основната система и един по-студен. В този си вид, работното тяло често се разглежда като „черна кутия“ и неговото състояние не е известно.

#### Термодинамични процеси
Термодинамичният процес е описание на промените в стойностите на променливите на състоянието на системата или на количествата на обмен на материя и енергия между системата и околната среда. Промяната трябва да бъдат определена по отношение на предписаните променливи. Изборът кои променливи да се използват се извършва предварително и в хода на процеса те не могат да бъдат променяни. Някои от променливите, избрани предварително се наричат независими променливи. От промените в независимите променливи могат да бъдат получени промени в други променливи, наречени зависими променливи. Например процес може да протича при постоянно налягане с налягането предписано като независима променлива, и променя друга независима променлива – температурата, след което се предизвикват промени в обема, който се счита за зависима променлива.
Един термодинамичен процес може да се визуализира графично чрез нанасяне на промените в променливите на състоянието на системата. В примера вдясно са показани четири процеса. Всеки процес има добре дефинирана начална и крайна точка в пространството на състоянията налягане-обем. В този конкретен пример, процесите 1 и 3 са изотермни, а процесите 2 и 4 са изохорни. PV диаграмата е особено полезна визуализация, тъй като площта под кривата на процеса представлява количеството работа, извършена от системата по време на този процес. По този начин работата се счита за променлива на процеса, като точната стойност зависи от конкретния път между началната и крайната точка на процеса. По същия начин, топлина може да бъде прехвърлена по време на процеса, и тя също се счита за променлива на процеса. За разлика от това, налягането и обемът се считат за променливи на състоянието, тъй като техните стойности зависят само от позицията на началната и крайната точка, а не от конкретния път между тях.
1. Изобарен процес – протича при постоянно налягане
2. Изохорен процес – протича при постоянен обем
3. Изотермен процес – протича при постоянна температура
4. Адиабатен процес – няма поток на топлинна енергия отвъд границите на термодинамичната система
5. Изоентропен процес – топлинен процес, протичащ при постоянна ентропия
6. Изоенталпен процес – протича при постоянна енталпия
7. Политропен процес – подчинява се на съотношението {\displaystyle PV^{\,n}=C,}
8. Изолиран процес – протича при постоянна вътрешна енергия

### Термодинамични потенциали
Термодинамичните потенциали са различни количествени мерки за акумулирана енергия в системата. Потенциалите се използват за измерване на енергийните промени в системата при преминаване от първоначално състояние в крайно състояние. Използването на един или друг потенциал зависи от ограниченията на системата, като например постоянна температура или налягане. Петте най-известни потенциала са:
| Име на Потенциала                                  | Символ                                             | Формула                                                                       |
| -------------------------------------------------- | -------------------------------------------------- | ----------------------------------------------------------------------------- |
| Вътрешна енергия                                   | {\displaystyle U}                                  | {\displaystyle \int (TdS-pdV+\sum _{i}\mu _{i}dN_{i})}                        |
| Свободна енергия на Хелмхолц                       | {\displaystyle F}                                  | {\displaystyle U-TS\,}                                                        |
| Енталпия                                           | {\displaystyle H}                                  | {\displaystyle U+pV\,}                                                        |
| Свободна енергия на Гибс                           | {\displaystyle G}                                  | {\displaystyle U+pV-TS\,}                                                     |
| Потенциал на Ландау Голям термодинамичен потенциал | {\displaystyle \Omega }, {\displaystyle \Phi _{G}} | {\displaystyle U-TS-}{\displaystyle \sum _{i}\,}{\displaystyle \mu _{i}N_{i}} |